# 2023 PM
2023 PM es un asteroide Amor y un objeto próximo a la Tierra (NEO) con un diámetro estimado entre 47 y 110 metros. El cuerpo pasará a una distancia nominal de 3.648.772 km (0,024 UA) de la Tierra, el 22 de agosto de 2023, a las 03:57 UTC.

## Datos de aproximación más cercana
| Fecha/Hora (UTC)                | Distancia mínima a la Tierra | Distancia mínima a la Tierra | Distancia máxima a la Tierra | Distancia máxima a la Tierra | Velocidad relativa (km/s) |
| Fecha/Hora (UTC)                | km                           | UA                           | km                           | UA                           | Velocidad relativa (km/s) |
| ------------------------------- | ---------------------------- | ---------------------------- | ---------------------------- | ---------------------------- | ------------------------- |
| 22 de agosto de 2023, 03:57 UTC | 3.633.975                    | 0,02429                      | 3.663.568                    | 0,02449                      | 6.97                      |

No hay riesgo de un impacto con la Tierra durante su acercamiento en agosto de 2023. Suponiendo que el asteroide que tiene entre 14 y 30 metros de diámetro, su impacto no alcanzaría el suelo y se fragmentaría a unos 30 km de la superficie.